# Parapotemnemus wheatcrofti
Parapotemnemus wheatcrofti är en skalbaggsart som beskrevs av Stefan von Breuning 1971. Parapotemnemus wheatcrofti ingår i släktet Parapotemnemus och familjen långhorningar. Inga underarter finns listade i Catalogue of Life.